# Paralisia de Erb
Paralisia de Erb (paralisia de Erb-Duchenne) é uma paralisia do braço causada por lesão do grupo superior dos nervos principais do braço (especificamente, as raízes espinhais C5-C7), que ocorre quase sempre durante o nascimento. 
Dependendo da natureza da lesão, a paralisia pode se resolver por si só em meses, necessitar de fisioterapia ou necessitar de cirurgia.
A paralisia de Erb deriva de ações imediatas pós parto